# Heerstraße Nord

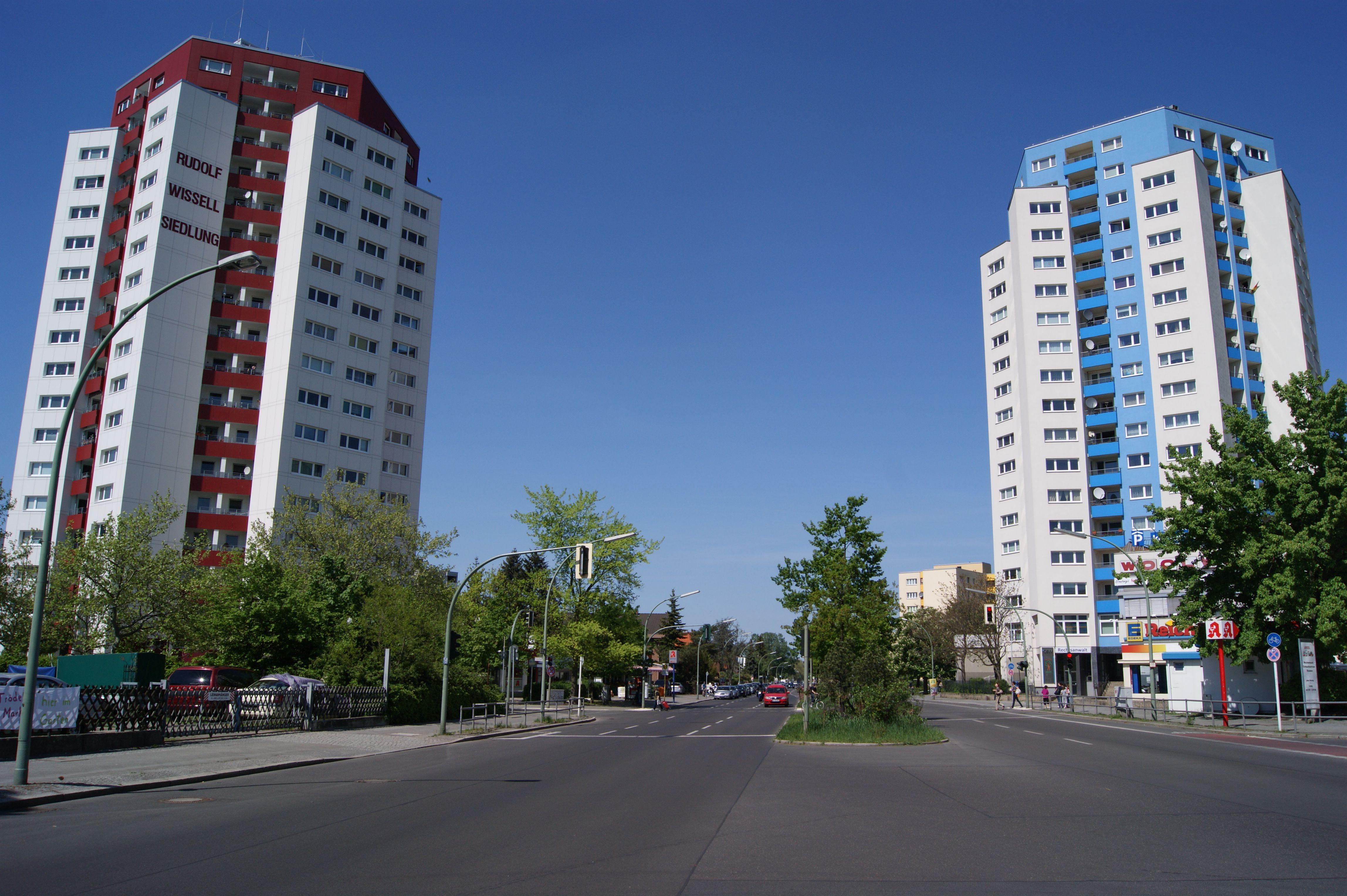
Punkthochhäuser der Rudolf-Wissell-Siedlung am Magistratsweg

Heerstraße Nord ist eine Bezirksregion im Berliner Bezirk Spandau (Ortsteil Staaken) und zugleich der Name eines ehemaligen Neubaugebietes. Das Gebiet ist durch fünf 22-geschossige Punkthochhäuser und durch mehrgeschossige Gebäuderiegel geprägt. In den rund 8000 Wohnungen lebt fast die Hälfte der Einwohner von Staaken.

## Lage
Das Gebiet liegt am westlichen Rand Berlins, beiderseits der Bundesstraße 5, die hier den Namen Heerstraße trägt. Der größte Teil liegt nördlich der Heerstraße.
Im Osten schließt die Wilhelmstadt mit dem Gelände der ehemaligen Smuts Barracks an. Nordwestlich folgt der Bullengraben-Grünzug und der ehemalige Dorfkern von Staaken. Direkt westlich schließt hinter dem Grünzug das Baugebiet Staakener Felder an, in dem seit 1995 weitere etwa 1000 Wohnungen errichtet wurden. Südwestlich folgt die Grünanlage am Hahneberg und dahinter die Landesgrenze zu Brandenburg. Südöstlich schließt ein Einfamilienhausgebiet am Weinmeisterhornweg an.
Im Gebiet Heerstraße Nord liegen auf etwa 116 Hektar zwei Großsiedlungen: am Blasewitzer Ring die Obstallee-Siedlung, und westlich des Magistratswegs die Rudolf-Wissell-Siedlung.

## Geschichte

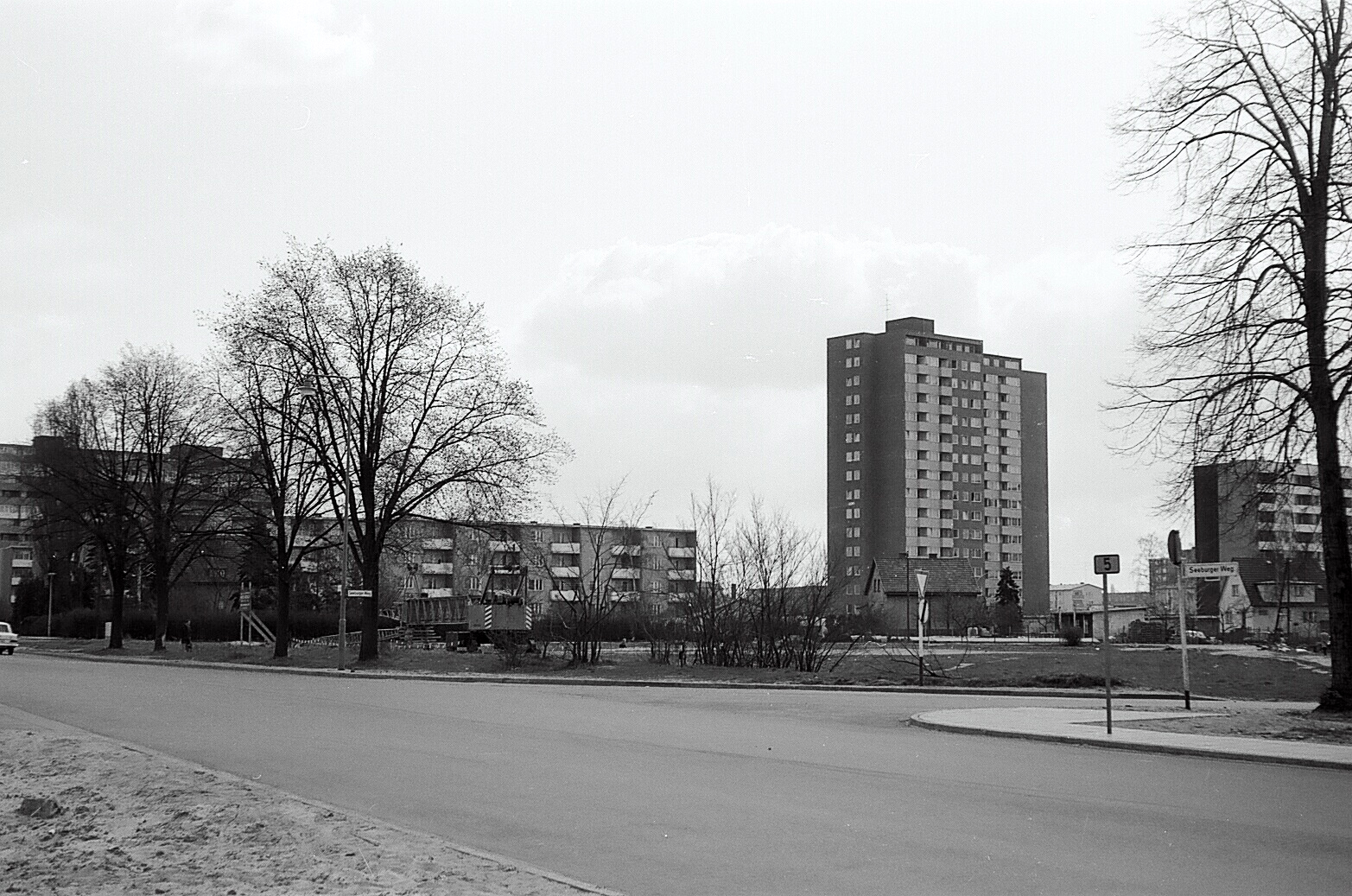
Südseite der Kreuzung Heerstraße Ecke Seeburger Weg (heute: Semmelländerweg), 1968

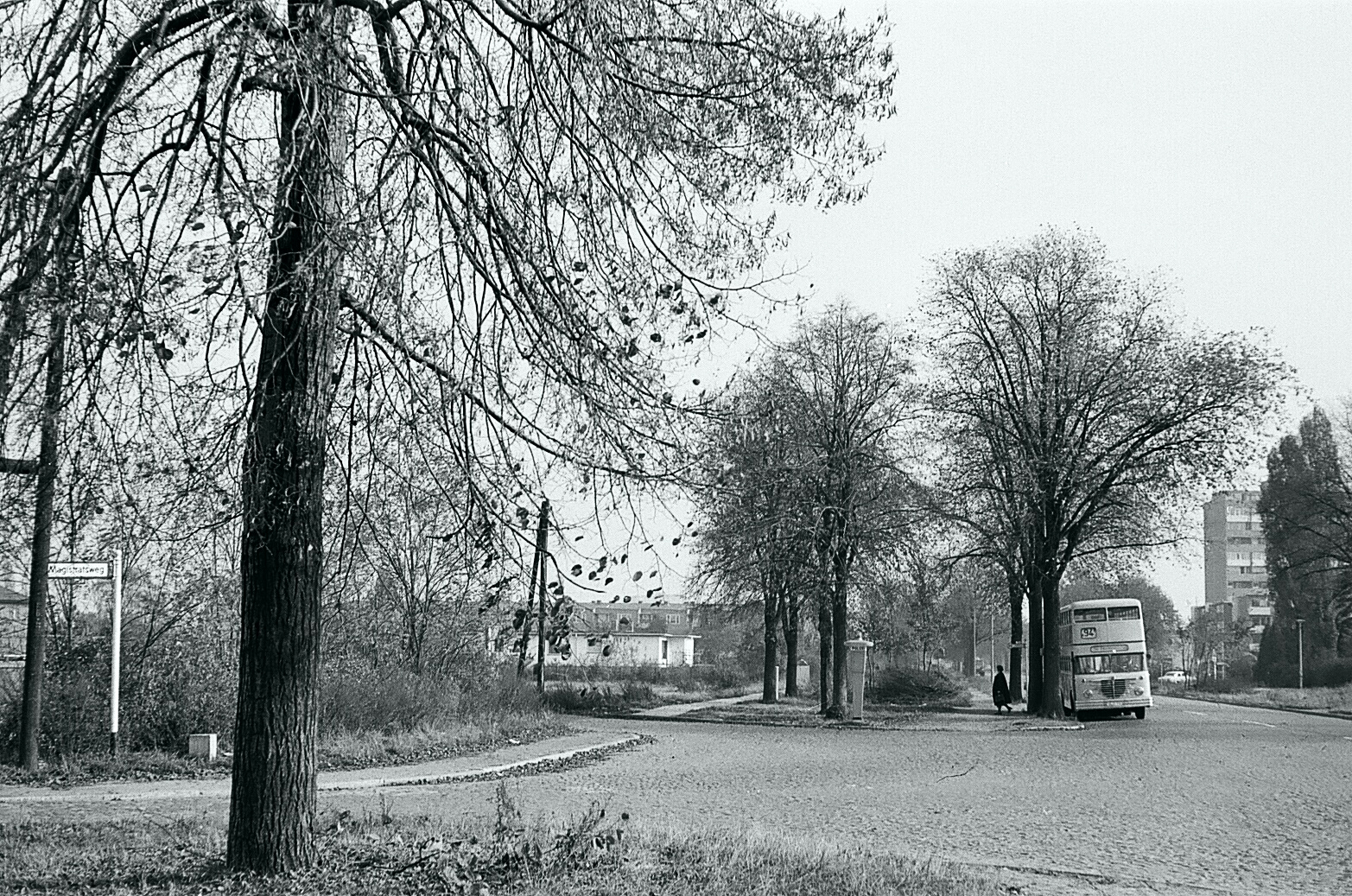
Kreuzung Magistratsweg / Ecke Heerstraße (Nordseite), 1966

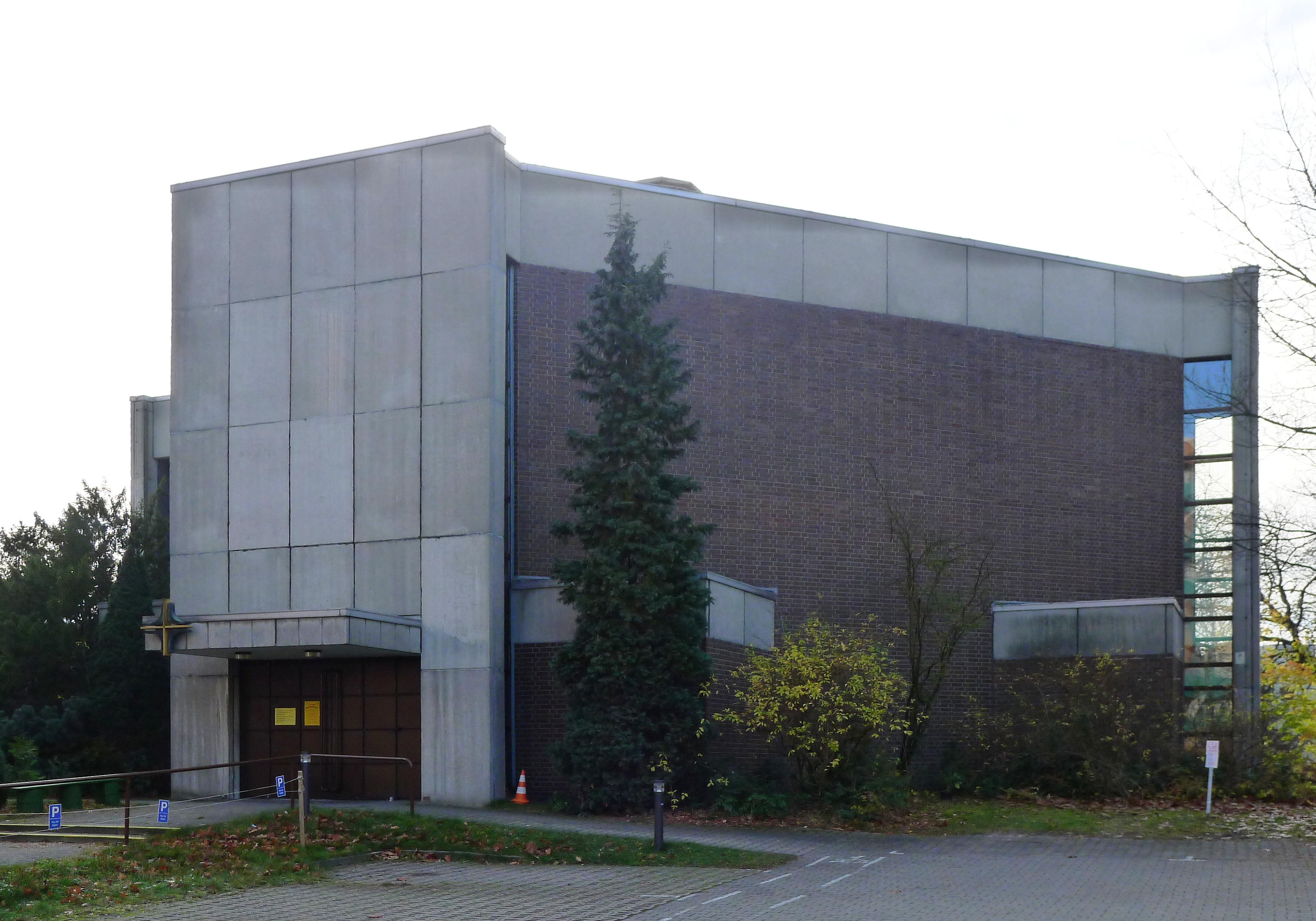
Katholische Kirche St. Maximilian Kolbe

Die Flächen am westlichen Ende der Heerstraße wurden ursprünglich landwirtschaftlich genutzt. Von 1962 bis Anfang der 1980er Jahre wurden in diesem Gebiet die Obstallee-Siedlung und die Rudolf-Wissell-Siedlung errichtet – letztere benannt nach dem SPD-Politiker Rudolf Wissell. Die markanten Punkthochhäuser im Zentrum des Gebiets entstanden ab 1971 nach Entwürfen von Klaus Müller-Rehm, gemeinsam mit dem Einkaufszentrum Staaken Center. Bis Mitte der 1970er Jahre entstanden zur Versorgung der Bevölkerung außerdem mehrere Kindertagesstätten, drei Schulen und ein Jugendzentrum. Die evangelische Kirche unterhält dort seit 1971 ein Gemeindehaus und ist seit 1978 im Gemeinwesenzentrum aktiv. Seit 1976 gibt es mit St. Maximilian Kolbe auch eine katholische Kirche mit angeschlossenem Gemeindezentrum.
7800 Wohnungen in den beiden Großsiedlungen wurden von den seinerzeit gemeinnützigen städtischen Wohnungsbauunternehmen im Rahmen des sozialen Wohnungsbaus errichtet. In den 1990er Jahren führte der Verlust von Arbeitsplätzen in Spandau und ein entspannter Wohnungsmarkt zum verstärkten Wegzug. Zugleich wirkten vergleichsweise hohe Mieten bzw. Betriebskosten (auch aufgrund von Heizungen mit Nachtspeicheröfen) als Vermietungshemmnis. Nach umfassenden Privatisierungen verblieben lediglich die 1850 Wohnungen der Gewobag in öffentlicher Hand. Die 2750 Wohnungen der GSW wurden an internationale Fonds und verschiedene Immobiliengesellschaften verkauft, die 2200 Wohnungen der Bewoge gehören nach mehreren Verkäufen nun dem Real Investment Fonds RIF und der FFIRE Immobilienverwaltung GmbH. Weitere kleine Eigentümer mit zusammen rund 1000 Wohnungen sind die TAG Wohnungsgesellschaft Berlin-Brandenburg mbH, die Gartenstadt Staaken eG und die Hilfswerk-Siedlung GmbH.
Im Gebiet Heerstraße Nord wurde 2005 aufgrund zunehmenden Leerstandes und einer Zunahme des Bezugs von Sozialleistungen das Quartiersmanagement-Gebiet Heerstraße eingerichtet. Bis 2007/2008 war der Wohnungsleerstand eines der größten Probleme des Gebiets: mit bis zu 18 % Leerstand war dies das Gebiet mit dem höchsten Wohnungsleerstand in Berlin. Bis 2012 ging der Leerstand auf etwa 3 % zurück. Verursacht wurde dies durch den Bevölkerungszuwachs in Berlin und den Mietanstieg in den Innenstadtbezirken. 2014 beschränkte sich der Leerstand im Wesentlichen auf die Wohnungen, bei denen die Asbestsanierung noch ausstand. Im Ergebnis handelt es sich heute um eines der Gebiete mit den geringsten Durchschnittsmieten in Berlin, vergleichbar mit Teilen von Marzahn-Hellersdorf. Der Anteil der Bezieher von Sozialleistungen betrug im Jahr 2014 rund 45,5 %.
Im Juli 2013 sorgte eine Zwangsräumung im Pillnitzer Weg für Aufsehen. In diesem Zusammenhang wurde dem Vermieter vorgeworfen, langjährige Mieter zu verdrängen und bei der Neuvermietung überhöhte Mieten zu verlangen, die so bemessen seien, dass sie aufgrund der geringen Wohnungsgröße dennoch vom Jobcenter übernommen würden.

## Infrastruktur
Das Gebiet Heerstraße Nord verfügt über zwei Grundschulen und eine Integrierte Sekundarschule, außerdem eine Zweigstelle der Stadtbibliothek Spandau, ein Jugendzentrum und ein Kulturzentrum.
Für den Individualverkehr in Richtung City West ist das Gebiet vor allem über die Heerstraße erschlossen. Im öffentlichen Personennahverkehr stehen mehrere Buslinien zur Verfügung (X49, M49, M37). Eine Verlängerung der U-Bahn-Linie U7 bis in das Gebiet scheint nach jahrelangen Diskussionen wieder wahrscheinlich. Der Senat hat im Februar 2021 beschlossen, eine Kosten-Nutzen-Analyse in Auftrag zu geben, um dieses Projekt in Angriff zu nehmen.

## Zukünftige Entwicklung
Am 4. Oktober 2016 wurde vom Bezirksamt Spandau ein „integriertes städtebauliches Entwicklungskonzept“ für das Gebiet Brunsbütteler Damm/Heerstraße beschlossen. Das Konzept umfasst neben der Heerstraße Nord auch die etwa zeitgleich entstandene Louise-Schroeder-Siedlung am Brunsbütteler Damm und die dazwischenliegende kleinteilige Bebauung und betrifft damit rund zwei Drittel der Einwohner Staakens. Es wird angestrebt, das Gebiet mit Fördermitteln aus dem Stadtumbau West zu einem modernen, grün geprägten und sozial ausgewogenen Wohnstandort zu entwickeln. Bezirksbürgermeister Helmut Kleebank erwartet Fördermittel von bis zu 100 Millionen Euro.